# アルマス・ヤルネフェルト

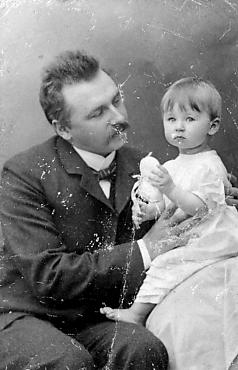

エドヴァルト・アルマス・ヤルネフェルト（Edvard Armas Järnefelt, 1869年8月14日 ヴィープリ - 1958年6月23日 ストックホルム）は、フィンランド出身の指揮者・作曲家。

## 経歴
父親は、ロシア陸軍の将軍でスウェーデン系軍人貴族のアウグスト・アレクサンデル・ヤルネフェルト、母エリザベト（旧姓クロット＝フォン＝ユルゲンスブルク）はドイツ系ロシア貴族。ヤルネフェルト家の8人兄弟の一人で、長兄アルヴィドは作家、次兄エリック（またはエーロ）は画家、妹アイノはジャン・シベリウス夫人となった。
ヘルシンキでフェルッチョ・ブゾーニほかに学んだ後、パリでジュール・マスネに作曲を師事。義兄弟のシベリウスと仲が良かった。1905年からストックホルムに拠点を移し、1909年にはスウェーデンに帰化した。ヤルネフェルトは、ワーグナーのオペラをフィンランドで指揮した最初の音楽家として、音楽史に名を残した。作曲家としては多少の管弦楽曲と合唱曲・芸術歌曲を残している。